# 大外車

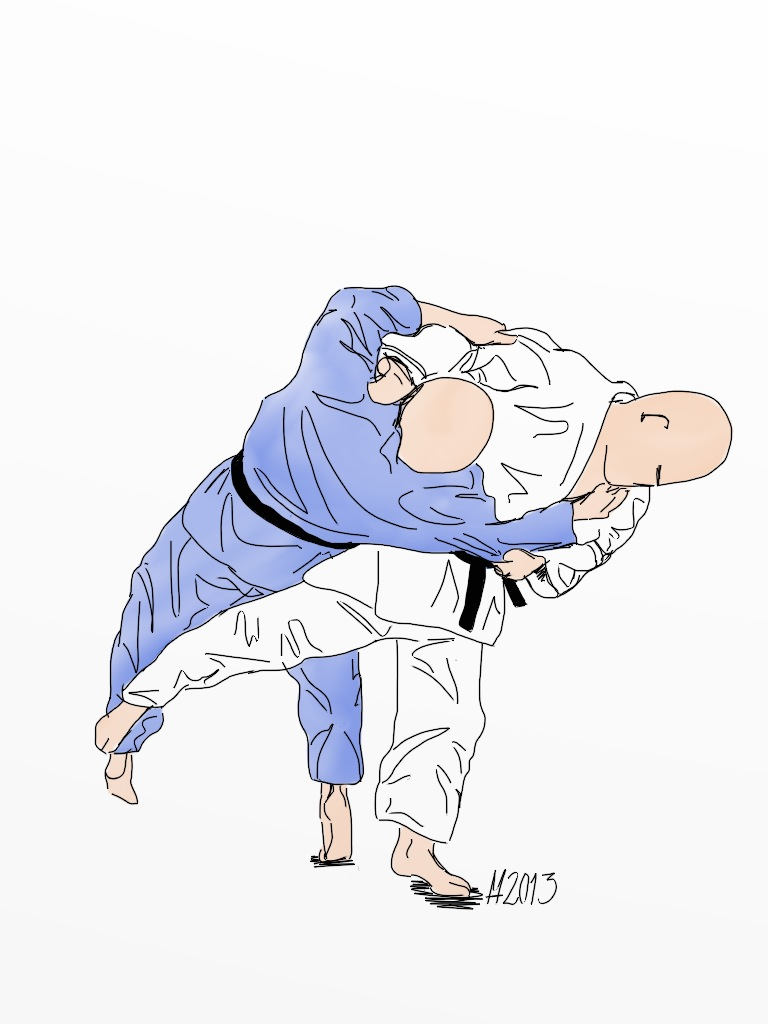
大外車のイラスト

大外車 （おおそとぐるま）は、柔道の投げ技の足技21本の一つ。講道館や国際柔道連盟 (IJF) での正式名。IJF略号OGR。

## 概要
大外刈同様、自分の脚の外側で相手の脚の外側に仕掛けるが、大外刈が片脚を刈るのに対し、こちらは、両脚を刈り、その時、伸ばした自分の脚を支点にして相手を回転させて投げる。
右技で説明する。
1. 左引き手で受の右腋の下を取り、右釣り手で受の左側から後襟を取る。
2. 左足で受の右脚の外側に深く踏み込み、左足と受の右足の間を通して右脚を受の両脚の後に横へ伸ばす。
3. 右肘の内側で受の顎を下から掬って、仰け反らせる。
4. 受の右足に掛かる体重が抜けたとき、右脹脛を受の左脹脛にあてて、右脚を軸にして受を真後ろへ回転させて倒す。

この技は後頭部から落ちる可能性が高く、受は受身をきちんと取り、取は受けが畳に着く寸前に引き手を十分に引くこと。

## 類似の技
大外刈、大外落、大外巻込。